# جون فيتش

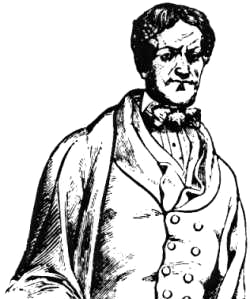
جون فيتش

جون فيتش (21 يناير 1743 - 2 يوليو 1798) (بالإنجليزية: John Fitch)‏، مخترع وحرفي في فن الفلزات، أمريكي الجنسية. قام ببناء زورق بخاري آلي، وقام بتشغيله بنجاح قبل 20 عامًا من تشغيل الزورق الذي اخترعه روبرت فلتون الذي أطلق عليه اسم كليرمونت. وكانت أول رحلة له في نهر هدسون. كانت تواجه فيتش مشكلات مادية، مما جعله غير موفق في جذب المساندة الشعبية الكافية لترويج اختراعه وجعل زوارقه ذات عائد مربح.
أجرى أولى تجاربه لأول زورق بخاري عملي في الولايات المتحدة، وتمت هذه التجربة عام 1787 في نهر ديلاوير. وكان هذا الزورق يُدفع بستة مجاديف من كل جانب، لكنه كان يسير بمحرك بخاري. وقد دشَّن زورقًا طوله 18 م في عام 1788، ودشن آخر عام 1790. كان هذا الزورق يقوم برحلات سفرية منتظمة بين كل من فيلادلفيا، وبيرلنجتون، ونيوجيرسي، إلا أنه لم يكن هناك إقبال على هذه الرحلات حتى تغطي نفقاتها. وباءت محاولات فيتش الأخرى في هذا الميدان بالفشل.
وُلد فيتش في إحدى المزارع في وندسور تاونشب بولاية كونكتيكت بالولايات المتحدة. وبعد أن جرب عديدًا من الحرف، نجح في أعمال النحاس والصناعات الفضية في ترنتون بنيوجيرسي. ولكن تجارته دُكت أثناء الثورة الأمريكية (1775 - 1783) التي عمل فيتش إبانها ملازمًا. وقد صب اهتمامه على بناء زورق بخاري في عام 1785.

## روابط خارجية
- جون فيتش على موقع الموسوعة البريطانية (الإنجليزية)